# Братолюбовка (Запорожская область)
Братолюбовка (укр. Братолюбівка) — село,
Запорожский сельский совет,
Весёловский район,
Запорожская область,
Украина.
Код КОАТУУ — 2321281203. Население по переписи 2001 года составляло 109 человек.

## Географическое положение
Село Братолюбовка находится на расстоянии в 0,5 км от села Запорожье.
Рядом проходит автомобильная дорога Т-0805.

## История
- Основан как хутор Косай-Братолюбовка.
- 1945 год — переименован в село Братолюбовка[2].